# Kruis voor Militaire Verdienste (Brunswijk)
Het Kruis voor Militaire Verdienste van Brunswijk werd in 1914 door Ernst August van Brunswijk ingesteld. Er zijn twee graden, de Ie en IIe Graad en op het lint van de IIe Klasse kan een bronzen Ereteken voor Volharding, in het Duits "Bewährungsabzeichen" geheten, bevestigd worden.
Het "Militär-Verdienstkreuz" wordt vaak naar de stichter het "Ernst-August-Kreuz" genoemd .
De onderscheiding komt overeen met het Pruisische IJzeren Kruis.
Het kruis is een kruis pattée waarop op de voorzijde een kroon, het monogram "AE", eikenbladeren en het jaartal "1914" zijn afgebeeld. Op de keerzijde staat "FÜR VERDIENST IM KRIEGE". De Ie Klasse is een zogenaamd "Steckkreuz" dat als een broche op de linkerborst werd gedragen. De IIe Klasse werd aan een lint op de linkerborst bevestigd. Zoals ook bij het IJzeren Kruis en vergelijkbare onderscheidingen het geval was, werd ook dit kruis aan een afwijkend lint aan non-combattanten als artsen en zielzorgers toegekend.
Het Ernst-August-Kreuz werd alleen verleend aan militairen die eerder het IJzeren Kruis hadden gekregen.
In de loop van de Eerste Wereldoorlog raakte de Duitse oorlogseconomie in moeilijkheden door tekort aan grondstoffen. Men ging onderscheidingen, waaronder het Ernst-August-Kreuz in een uitvoering van zogenaamd "Kriegsmetall" uitreiken. Deze bronskleurige kruisen zijn van inferieure legeringen waarin blik, zink en tombak voorkomen geslagen. Het Kruis der Eerste Klasse is altijd van brons.

Het Bewährungsabzeichen is van verzilverd brons. Het heeft de vorm van een galopperend paard, het symbool van de Welfen, binnen een lauwerkrans. Op de krans is een kleine kroon geplaatst en onder de krans zijn twee gekruiste zwaarden bevestigd.
Het lint voor de soldaten is blauw met twee goudgele strepen.
Het kruis werd na de afstand van de laatste Hertog van Brunswijk in november 1918 niet meer toegekend.
Onder de dragers van dit kruis vinden we Keizer Wilhelm II van Duitsland, zie de Lijst van ridderorden van Wilhelm II van Duitsland, en Veldmaarschalk Paul von Hindenburg die beide graden van deze onderscheiding droeg. Ook de beroemde oorlogsvlieger Manfred von Richthofen droeg het kruis der IIe Klasse van deze onderscheiding.

## Gedecoreerden
Wehrmacht
- Generalfeldmarschall Werner von Blomberg
- Generalfeldmarschall Wilhelm Keitel
- Generaloberst Erwin Jaenecke
- Generaloberst Wilhelm Heye
- General der Panzertruppe Hasso von Manteuffel
- General der Panzertruppe Adolf-Friedrich Kuntzen (beide klasse)
- General der Panzertruppe Smilo von Lüttwitz
- General der Infanterie Bodewin Keitel
- General der Infanterie Hans Krebs
- General der Infanterie Gerhard Glokke
- General der Infanterie Friedrich Mieth
- General der Infanterie Hermann von Hanneken
- General der Infanterie Franz Mattenklott
- General der Artillerie Christian Hansen
- General der Cavalerie Hugo von Kayser
- General der Cavalerie Franz von Kress Kressenstein
- Generalleutnant Adolf Heusinger
- Generalleutnant Günther Krapp
- Generalleutnant Eduard Klutmann
- Generalleutnant Albrecht Baron Digeon von Monteton
- Oberstleutnant Leopold von Münchow

Luftwaffe
- Generalmajor Adolf Wolf
- Generalmajor Hermann Fricke
- Generalmajor Friedrich Starke

Kriegsmarine
- Admiral Paul Fanger
- Konteradmiral Walter Isendahl

Waffen-SS en de Polizei
- SS-Obergruppenführer Theodor Eicke
- SS-Obergruppenführer Herbert Otto Gille
- SS-Obergruppenführer Georg Keppler
- SS-Gruppenführer Karl Brenner
- SS-Obergruppenführer Walter Schmitt

NSDAP
- Rijksminister Hanns Kerrl